# Modèle déposé (pièce de théâtre)
Pour l’article homonyme, voir Modèle déposé.
Modèle déposé est un spectacle de Bruno Belvaux, Benoît Poelvoorde et Jean Lambert, créé en 1996 et interprété par Benoît Poelvoorde seul sur scène.

## Argument
René Altrus est chercheur. Il ne pense qu'à soulager ses contemporains. Sa dernière invention, destinée aux non-voyants, n'a pas remporté la gloire qu'elle méritait. Mais René a bien d'autres idées encore.
Mélissa, sa compagne, avec l'aide de Mario, leur voisin de palier, vient de sortir un disque : Je m'en vais. Cette chanson, à la grande surprise de René, vient de connaitre un certain succès.
Comme chaque soir, René attend sa promise dans un café près de l'endroit où elle donne son spectacle. Mais ce soir, Mélissa tarde à arriver...
René prend à partie les autres clients du bar et, peu à peu, nous raconte sa vie...

## Anecdotes
Durant tout le spectacle, Benoît Poelvoorde invective et fait participer les spectateurs de la salle.

## Exploitation
Olivier de Benoist reprend le spectacle ensuite en tournée,.